# شلالات أتاباسكا

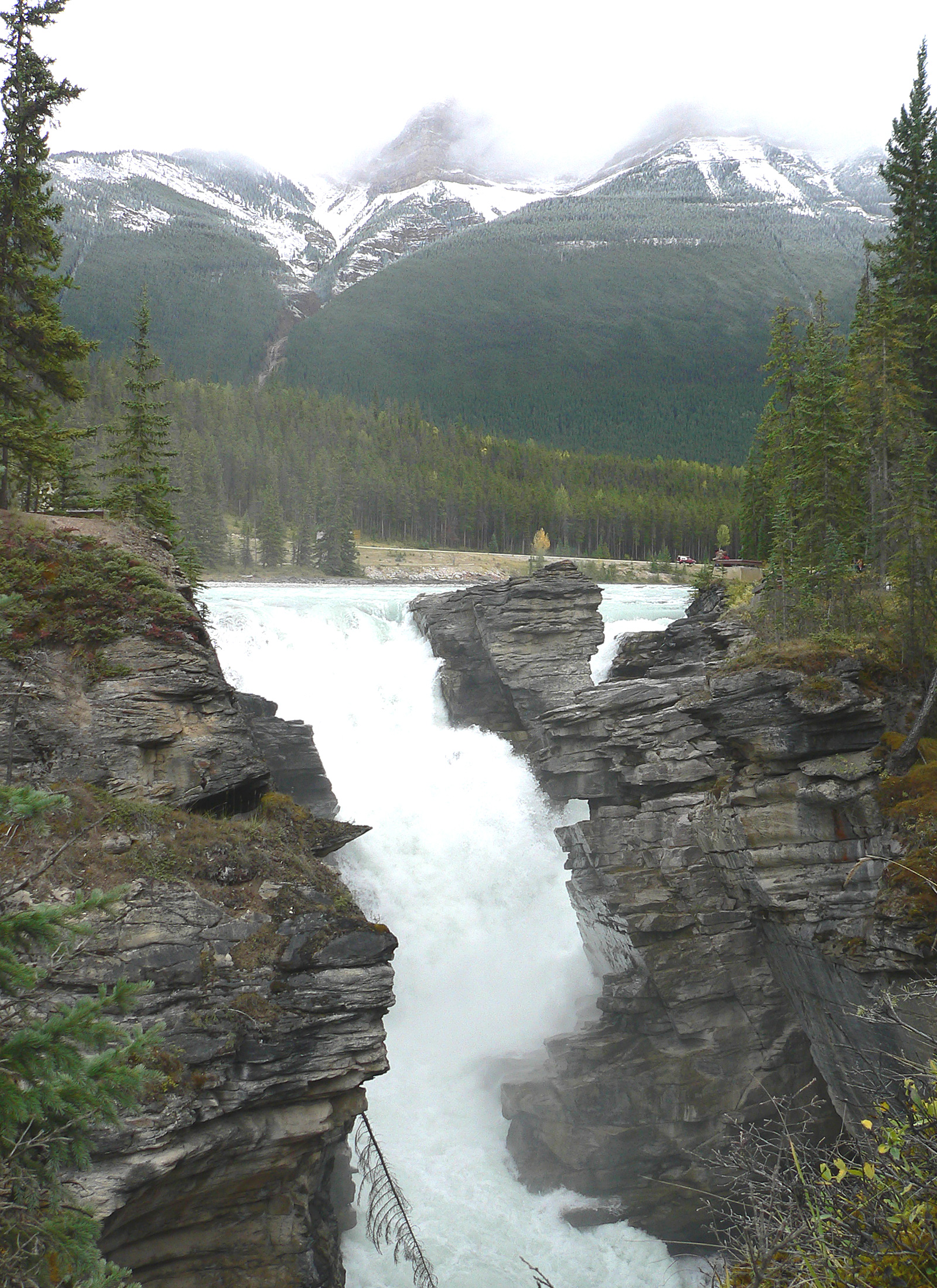

تقع شلالات أتاباسكا في متنزه جاسبر الوطني أعالي نهر أتاباسكا على بعد حوالي 30 كيلومتر جنوب منطقة جاسبر (ألبرتا) في كندا. وهي شلالات قوية خلّابة وغير شهيرة من ناحية ارتفاع السقوط (23 متر)، بل تشتهر بسبب قوتها وكمية المياه المتساقطة في ممر ضيق، حتى في المواسم الباردة عندما تنخفض مستويات النهر إلى أدنى حد، تكون كميات المياه المتساقطة وفيرة. يسقط النهر فوق طبقة صلبة من الكوارتزيت ومن خلال طبقة أكثر ليونة من الحجر الجيري مشكّلاً بعض الخنادق والحفر القصيرة. يمكن تصوير الشلالات بأمان من عدّة زوايا ومسارات حولها.
يصنّف الشلال من الفئة 5 بارتفاع تساقط 80 قدم (24 م) وعرض 60 قدم (18 م).

## معرض صور

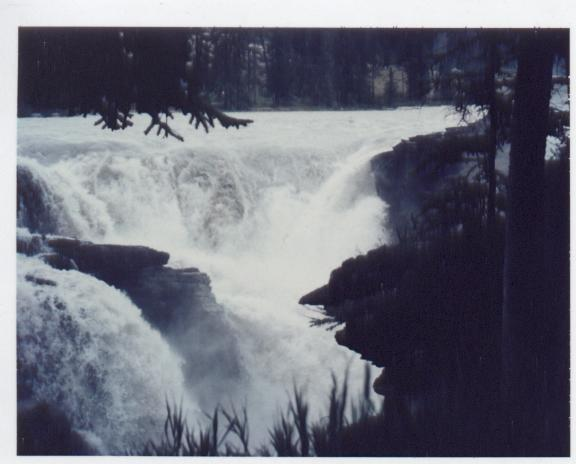
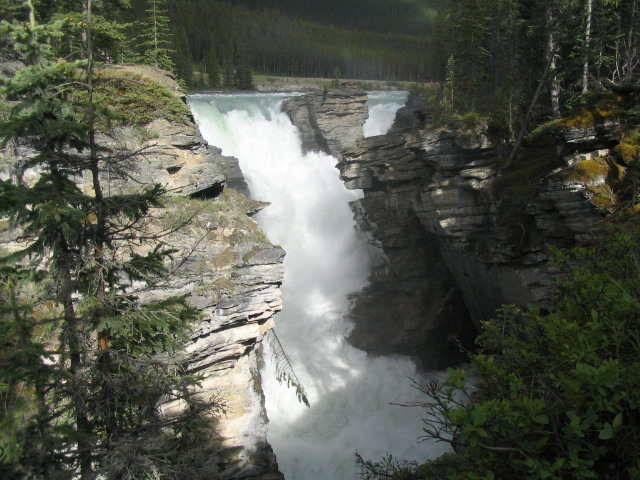
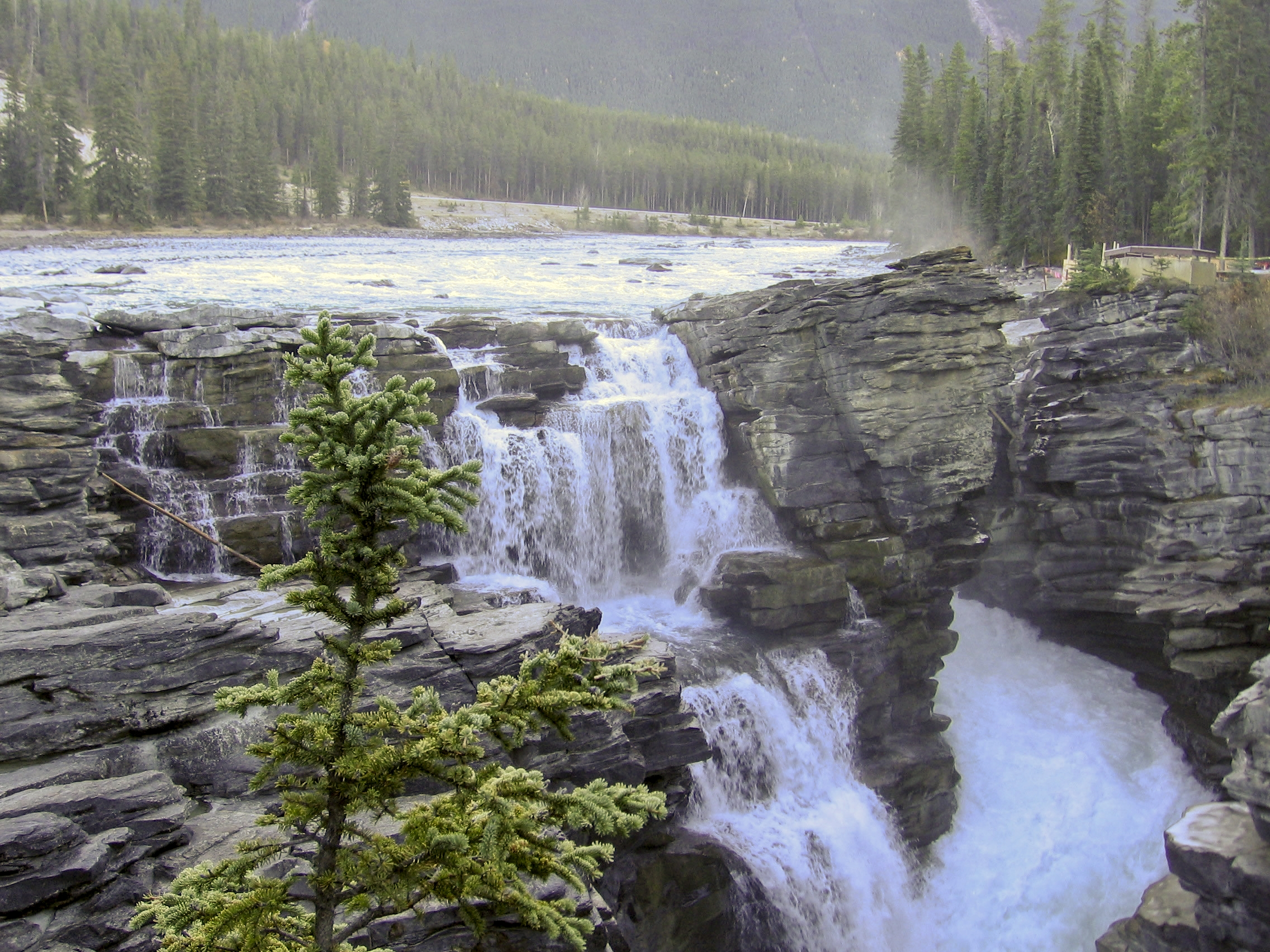
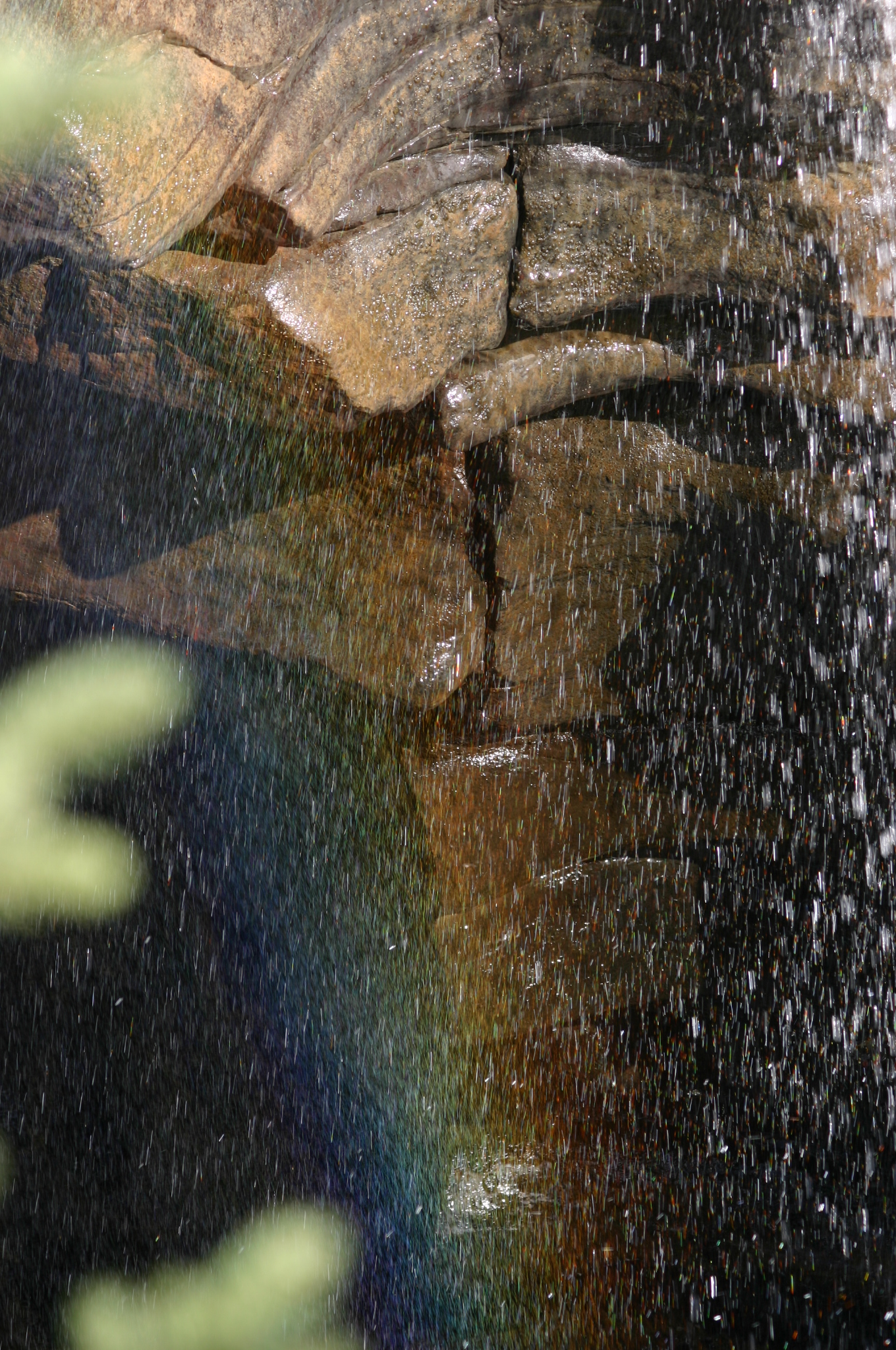
Rainbow at Athabasca Falls
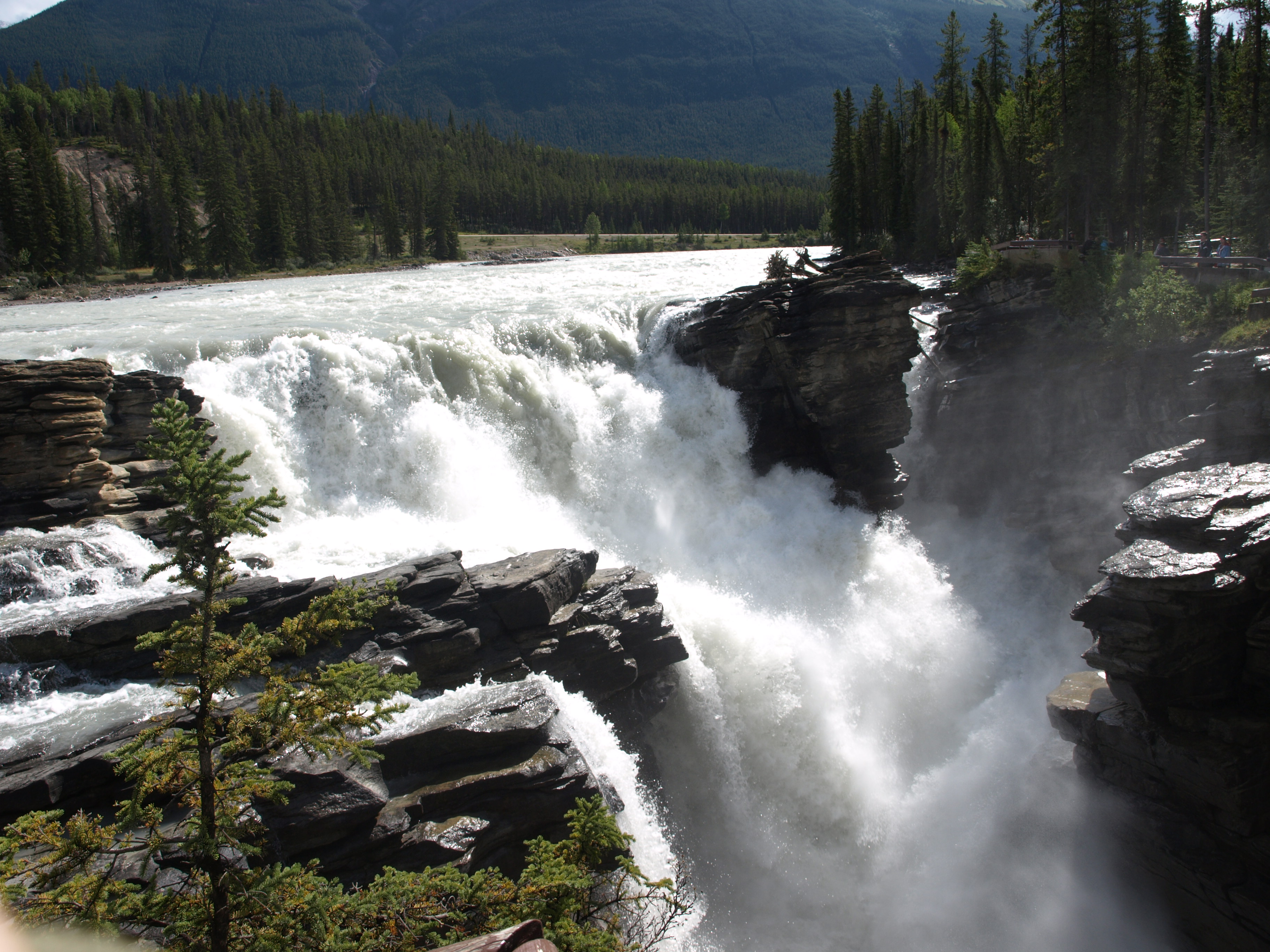
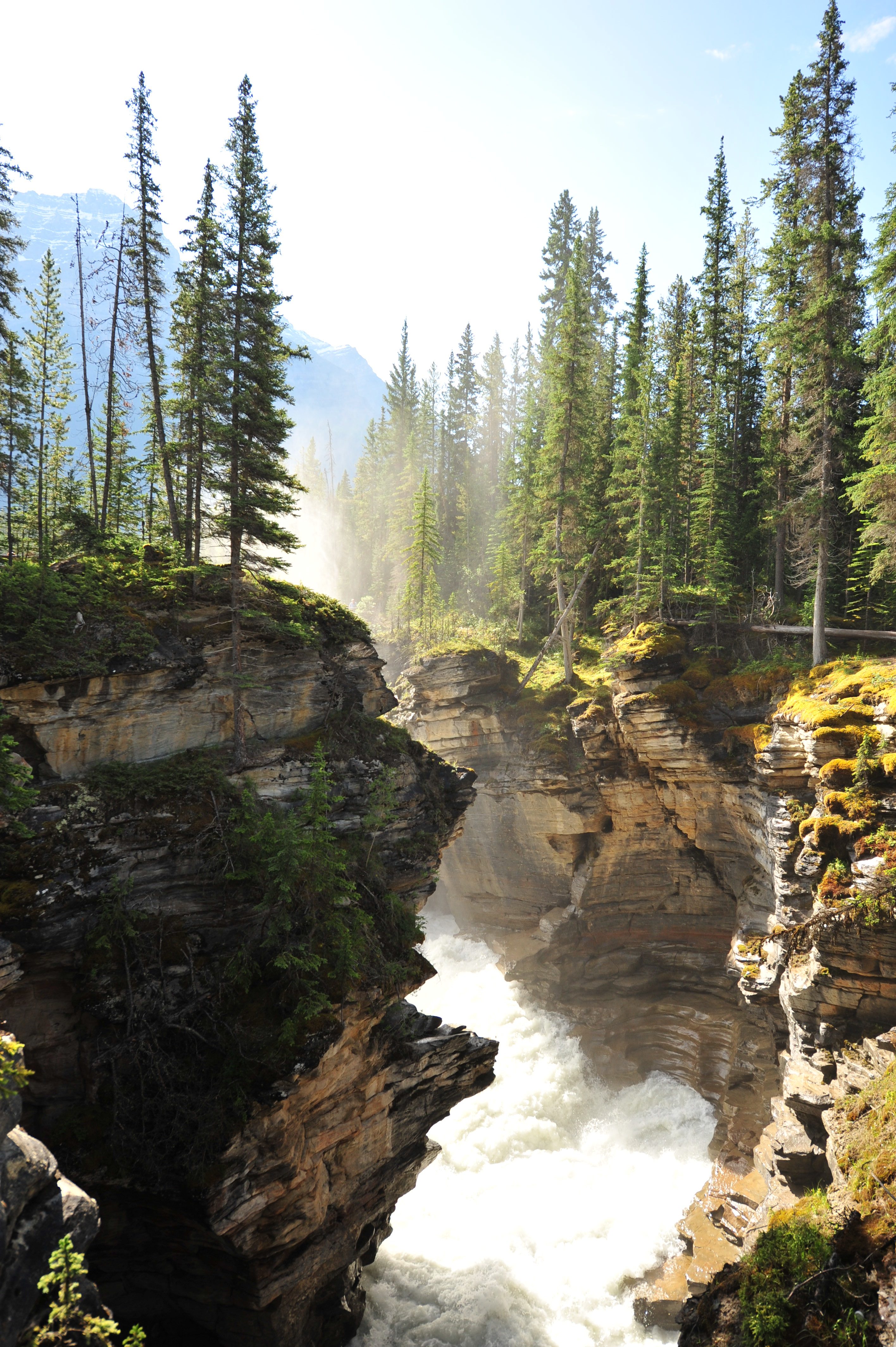
Erosion in Canyon below Athabasca Falls

## وصلات خارجية
- اكتشف جاسبر. شلالات أتاباسكا